# Woda (album)
Woda - solowy album polskiego wokalisty Romana Kostrzewskiego, znanego z występów w zespole Kat. Wydawnictwo ukazało się 12 listopada 2007 roku nakładem wytwórni muzycznej Mystic Production.
Nagrania zostały zarejestrowane, zmiksowane i wyprodukowane w 2007 roku w Bytomiu. Mastering odbył się w niepołomickim Studio Preisner. Wymieniony na płycie szwedzki perkusista Tomas Haake, członek zespołu Meshuggah w istocie nie zagrał na płycie. Kostrzewski zaprogramował partie perkusji wykorzystując program komputerowy Drumkit From Hell Superior na potrzeby którego Haake zarejestrował różnorodne instrumenty perkusyjne.

## Lista utworów
Opracowano na podstawie materiału źródłowego.
| Nr  | Tytuł utworu          | Muzyka i słowa    | Długość |
| --- | --------------------- | ----------------- | ------- |
| 1.  | „Wędrówka chmórnika”  | Roman Kostrzewski | 3:02    |
| 2.  | „W głębinach wodnicy” | Roman Kostrzewski | 5:45    |
| 3.  | „Żyj szybko i giń”    | Roman Kostrzewski | 5:32    |
| 4.  | „Nava ratna”          | Roman Kostrzewski | 3:49    |
| 5.  | „Dwie fontanny”       | Roman Kostrzewski | 7:20    |
| 6.  | „Kielich dla mnie”    | Roman Kostrzewski | 3:46    |
| 7.  | „Anioły nocnych burz” | Roman Kostrzewski | 4:57    |
| 8.  | „Ningiszzida”         | Roman Kostrzewski | 5:07    |
| 9.  | „Dryfujący estrogen”  | Roman Kostrzewski | 8:29    |
| 10. | „Kijanka”             | Roman Kostrzewski | 12:08   |
|     |                       |                   | 59:55   |

## Twórcy
Opracowano na podstawie materiału źródłowego.
- Roman Kostrzewski - śpiew, realizacja nagrań, miksowanie, programowanie, opracowanie graficzne
- Agnieszka „efka” Szuba, Witold Rumian, Piotr Kurek - oprawa graficzna, opracowanie graficzne
- Leszek „Czubek” Wojtas - mastering